# Sparta, Michigan
Sparta är en ort (village) i Kent County i Michigan. Vid 2020 års folkräkning hade Sparta 4 244 invånare.